# Psilopsocidae
Psilopsocidae es una familia de Psocodea perteneciente al infraorden Psocetae. Los miembros de la familia poseen una areola postica libre y alas con pintas. Es la única familia de psocopteros con registros de especies que taladran la madera. La familia posee un solo género y siete especies.